# 신어 (1984)
신어(新語, Newspeak)는 조지 오웰의 소설 《1984》에 등장하는 언어로, 영어에 바탕을 둔 언어이다. 다른 언어들과는 다르게, 갈수록 낱말의 숫자가 줄어 드는 것이 특징인데, 이는 당에서 주민들의 자유로운 생각을 억제하고자 하기 때문이다.

## 《1984》에 등장하는 신어에 대한 기본적 설명
신어는 《1984》에 나오는 국가 중 하나인 '오세아니아(Oceania)'의 공용어로, 기존 영어인 구어(舊語, Oldspeak, 즉 표준 영어)를 대체할 어휘이다.
신어의 목적은 영사(INGSOC, 오세아니아의 지배층 및 그 이념)의 신봉자들에게 적합한 사고습성과 세계관의 표현수단을 제공해 주기 위해서일 뿐만 아니라, 영사와 다른 사상의 구성이 불가능하도록 하는 것이다.
신어의 어휘는 당원이 표현하고자 하는 모든 뜻을 정확히 표현할 수 있도록 정확하고 교묘하게 만들어진 반면, 다른 의미, 간접적 표현, 돌려말하기 등을 모두 원천적으로 배제하였다. 한 예로, 'free'라는 단어는 "This dog is free from lice."(이가 없다), "This field is free from weeds."(잡초가 없다.)라는 식의 표현은 가능하지만, 정치적, 지적인 자유를 뜻하는 구어(Oldspeak)적 표현은 신어에서는 불가능하다.
신어는 A, B, C의 세 가지 어군으로 나뉜다.

## A어군
A어군은 일상생활에 필요한 말로써, 한 개의 단어는 '단' 하나의 명백한 개념을 표현할 수만 있다. 모호하거나 암시적 뜻은 신어에서는 완전히 사라졌다. 오늘날의 영어 단어와 비교해 그 수 또한 매우 적다.

### 문법적 특성
- 한 개의 단어가 동사, 명사, 형용사, 부사 어떤 품사로도 쓰일 수 있다. 같은 뜻을 나타내는 다른 품사의 다른 단어들은 모두 사라지고, 하나의 단어만 남게 되었다. 명사와 동사의 경우 한 개의 단어가 상황에 따라 명사가 되기도 하고 동사가 되기도 한다. 형용사를 만들기 위해서는 어미 'ful'을 추가하며, 부사를 만들기 위해서는 어미 'wise'를 추가한다.
⇒ speed(속도)라는 단어에서 speedful(빠른, 구어의 rapid), speedwise(빨리, 구어의 quickly)라는 식으로 표현할 수 있다.

- 부정 표현 및 강조 표현은 각각 접두어 un, plus, doubleplus를 붙여 표현한다.
⇒ cold(춥다), uncold(안 춥다, 구어의 warm(따뜻하다)), pluscold(더 춥다), doublepluscold(가장 춥다.)

- 어미변화가 동일하다. 모든 동사의 과거형과 과거분사형은 'ed'라는 어미를 붙이는 것으로 표현하며, 불규칙 동사변화는 모두 사라졌다. 복수형은 's'나 'es'라는 어미를 붙였으며, 비교급, 최상급은 'er', 'est'라는 어미를 붙인다.
  - steal: 과거형 stealed(구어의 stole)
  - think: 과거형 thinked(구어의 thought)
  - life: 복수형 lifes(구어의 lives)
  - good: 비교급 gooder(구어의 better), 최상급 goodest(구어의 best)

## B어군
B어군은 정치적 목적에서 만들어진 어휘로, 쉬운 발음, 짧은 표현 등을 통해 사용자의 사상을 통제하기 위해 만들어진 합성어이다.
여기에서 나온 모든 단어들은 A어군과 마찬가지의 동사 변화를 가진다. 구어의 orthodoxy(정통)과 같은 뜻으로 쓰일 수 있는 goodthink라는 단어의 경우, goodthinked, goodthinkful, goodthinkwise, ungoodthink 등으로 변화가 가능하다.
B어군의 단어들은 품사나 어순 따위는 고려하지 않는다. 한 A어군의 단어가 B어군에서는 앞쪽에 합성될 수도 있고, 뒤쪽에 합성될 수도 있다. crimethink(죄사상)의 경우와 thinkpol(사상경)의 경우 등.
또한, 몇몇 단어들은 축약형이 쓰인다. Ingsoc(영사, 구어로는 England Socialism(영국사회주의)), Minitrue(진부, 구어의 Minister of Truth(진리부)) 등이 그 예이다.
B어군의 단어들은 구어의 여러 가지 뜻을 한 개의 단어로 포괄하는 경우가 많다. 이는, 단어의 원래 의미를 파괴하고, 사람들의 사고를 제한하려는 영사의 목적이 반영된 것이다. honour(명예), morality(도덕), democracy(민주주의) 등의 단어는 신어에는 존재하지 않으며, 이러한 단어들은 crimethink(죄사상)이라는 한 단어로 모두 표현될 수 있다.
B어군의 어떤 단어도 이념상 중립적이며, 실제 의미를 가리는 표현으로 쓰인다. Minipax(화부)는 평화가 아닌 전쟁을 담당하는 관청이며, prolefeed(노급사육)은 영사가 노동자 계급에게 제공하는 시시한 오락거리 등을 뜻한다.
이러한 언어 합성의 구시대적 예로서 Comintern(코민테른)을 들 수 있다. 'Communist International(국제공산당)'이라는 코민테른의 본래 표현은 듣는 사람이 인류애, 바리케이트, 파리 코뮌 등의 연상작용을 하도록 한다. 그러나 코민테른이라는 표현에서는 다른 생각할 것 없이 엄격히 짜여진 단체, 강령이라는 뜻만 떠오르며, 다른 생각은 불가능하다. 영사는 이처럼 단어를 축약함으로써 누리는 사상통제적 효과를 중요시했던 것이다.
또한 B어군의 단어들은 쉬운 발음을 하도록 고안되었는데, goodthink, prolefeed, bellyfeel 등의 단어는 화자로 하여금 연설에서 청자들에게 매우 빠르게 단어를 쏘아댈 수 있도록 도와준다. 빠른 말을 구사하기 위해 화자는 영사에서 공인된 표현들만 자동적으로 지껄일 수 있어야 하며, 듣는 사람 또한 다른 연상작용 없이, 그 의견을 그대로 받아 들여야 한다.

## C어군
주로 과학, 기술 용어로서, A어군과 B어군에 보조적인 것으로 취급된다. 문법규칙은 같으며, 일상생활이나 정치연설에서는 거의 사용되지 않는다.

## 같이 보기
- 1984년 (소설)
- 사피어-워프 가설
- 인공어

## 참고 문헌
조지 오웰, 《1984년》, 문예, 1999